# Sundown (гурт)
Sundown — шведський готик-метал-гурт, проєкт фронтмена групи Cemetary, Матіаса Лодмальма, створений у 1997 році.

## Історія
Гурт заснований Матіасом Лодмальмом (Cemetary) та Джонні Хейгелем (Tiamat) після розпаду їх попереднього проєкту.
У 1997 році Матіас залишив гурт через проблеми з учасниками та лейблом. Стиль музики проєкту схожий на творчість Cemetary. 
Незабаром у 1997 році був випущений перший студійний альбом під назвою Design 19, знято кліп на пісню 19.
Другий альбом має назву Glimmer і вийшов у 1999 році. Проте Хейгель уже не брав участь у проєкті, після чого гурт розпався. Лодмальм, Сільвер і Енгстрем відродили Cemetary під новою назвою Cemetary 1213 за допомогою Christian Silver 2000. Всі альбоми гурту випущено під лейблом Century Media Records.

## Склад групи
- Mathias Lodmalm (Cemetary) – вокал, гітара
- Anders Johansson – гітара (1997)
- Johnny Hagel (Tiamat, Sorceror) – бас-гітара (1997)
- Herman 'Manne' Engström – гітара (1999)
- Andreas Karlsson – бас-гітара (1999)
- Christian Silver – барабани

## Дискографія
- Aluminium, 1997 (EP)
- Design 19, 1997 (LP)
- Halo, 1999 (сингл)
- Glimmer, 1999 (LP)